# Qualificazioni al campionato europeo maschile under 21 di calcio 1994

## Gruppi di qualificazione

### Gruppo 1
| Squadre | Squadre    | P | V | N | P | F  | S  | Pt |
| ------- | ---------- | - | - | - | - | -- | -- | -- |
| 1       | Italia     | 8 | 7 | 0 | 1 | 16 | 6  | 21 |
| 2       | Portogallo | 8 | 5 | 2 | 1 | 18 | 4  | 17 |
| 3       | Svizzera   | 8 | 3 | 2 | 3 | 11 | 8  | 11 |
| 4       | Scozia     | 8 | 2 | 2 | 4 | 8  | 11 | 8  |
| 5       | Malta      | 8 | 0 | 0 | 8 | 1  | 25 | 0  |

| - Svizzera 2-0 Scozia - Scozia 0-0 Portogallo - Italia 1-0 Svizzera - Svizzera 4-0 Malta - Scozia 1-2 Italia - Malta 0-1 Italia - Malta 0-2 Portogallo - Scozia 3-0 Malta - Portogallo 2-0 Italia - Italia 3-0 Malta | - Svizzera 1-1 Portogallo - Malta 1-4 Svizzera - Portogallo 2-1 Scozia - Svizzera 0-2 Italia - Portogallo 7-0 Malta - Scozia 0-0 Svizzera - Portogallo 3-0 Svizzera - Italia 5-2 Scozia - Malta 0-1 Scozia - Italia 2-1 Portogallo |

| Squadre | Squadre     | P  | V | N | P  | F  | S  | Pt |
| ------- | ----------- | -- | - | - | -- | -- | -- | -- |
| 1       | Polonia     | 10 | 7 | 0 | 3  | 26 | 10 | 21 |
| 2       | Turchia     | 10 | 6 | 2 | 2  | 15 | 10 | 20 |
| 3       | Norvegia    | 10 | 6 | 1 | 3  | 20 | 13 | 19 |
| 4       | Inghilterra | 10 | 4 | 3 | 3  | 20 | 8  | 15 |
| 5       | Paesi Bassi | 10 | 3 | 2 | 5  | 11 | 14 | 11 |
| 6       | San Marino  | 10 | 0 | 0 | 10 | 3  | 40 | 0  |

| - Norvegia 3-2 San Marino - Polonia 3-0 Turchia - Norvegia 1-0 Paesi Bassi - San Marino 0-3 Norvegia - Inghilterra 0-2 Norvegia - Paesi Bassi 1-3 Polonia - Turchia 4-0 San Marino - Inghilterra 0-1 Turchia - Turchia 1-1 Paesi Bassi - Inghilterra 6-0 San Marino - Paesi Bassi 0-1 Turchia - San Marino 0-2 Turchia - Paesi Bassi 3-0 San Marino - Turchia 0-0 Inghilterra - Polonia 7-0 San Marino | - Norvegia 5-2 Turchia - Inghilterra 3-0 Paesi Bassi - San Marino 0-5 Polonia - Polonia 1-4 Inghilterra - Norvegia 1-1 Inghilterra - Paesi Bassi 2-1 Norvegia - Inghilterra 1-2 Polonia - Norvegia 3-1 Polonia - San Marino 1-3 Paesi Bassi - Polonia 2-0 Norvegia - Paesi Bassi 1-1 Inghilterra - Turchia 1-0 Polonia - Turchia 3-1 Norvegia - Polonia 2-0 Paesi Bassi - San Marino 0-4 Inghilterra |

| Squadre | Squadre   | P | V | N | P | F  | S  | Pt |
| ------- | --------- | - | - | - | - | -- | -- | -- |
| 1       | Spagna    | 8 | 7 | 1 | 0 | 15 | 4  | 22 |
| 2       | Germania  | 8 | 5 | 0 | 3 | 20 | 8  | 15 |
| 3       | Danimarca | 8 | 4 | 0 | 4 | 12 | 9  | 12 |
| 4       | Albania   | 8 | 1 | 2 | 5 | 5  | 18 | 5  |
| 5       | Irlanda   | 8 | 1 | 1 | 6 | 7  | 20 | 4  |

| - Spagna 1-1 Albania - Irlanda 3-1 Albania - Danimarca 3-2 Irlanda - Albania 0-1 Germania - Spagna 2-1 Irlanda - Germania 1-2 Spagna - Germania 4-1 Albania - Irlanda 0-1 Germania - Germania 8-0 Irlanda - Danimarca 0-1 Spagna | - Danimarca 1-4 Germania - Irlanda 0-2 Danimarca - Albania 1-1 Irlanda - Danimarca 5-0 Albania - Albania 1-0 Danimarca - Albania 0-3 Spagna - Germania 0-1 Danimarca - Irlanda 0-2 Spagna - Spagna 1-0 Danimarca - Spagna 3-1 Germania |

| Squadre | Squadre        | P | V | N | P | F  | S  | Pt |
| ------- | -------------- | - | - | - | - | -- | -- | -- |
| 1       | Cecoslovacchia | 8 | 6 | 1 | 1 | 16 | 4  | 19 |
| 2       | Romania        | 8 | 5 | 0 | 3 | 13 | 10 | 15 |
| 3       | Belgio         | 8 | 4 | 1 | 3 | 9  | 7  | 13 |
| 4       | Galles         | 8 | 3 | 2 | 3 | 16 | 16 | 11 |
| 5       | Cipro          | 8 | 0 | 0 | 8 | 4  | 21 | 0  |

| - Belgio 3-0 Cipro - Romania 2-3 Galles - Cecoslovacchia 1-0 Belgio - Cipro 2-4 Galles - Belgio 1-0 Romania - Romania 1-0 Cecoslovacchia - Belgio 3-1 Galles - Cipro 0-2 Romania - Cipro 0-1 Belgio - Cipro 0-2 Cecoslovacchia | - Galles 0-0 Belgio - Romania 1-0 Cipro - Cecoslovacchia 1-1 Galles - Cecoslovacchia 4-2 Romania - Galles 0-4 Cecoslovacchia - Romania 3-1 Belgio - Galles 6-2 Cipro - Cecoslovacchia 2-0 Cipro - Galles 1-2 Romania - Belgio 0-2 Cecoslovacchia |

| Squadre | Squadre     | P | V | N | P | F  | S  | Pt |
| ------- | ----------- | - | - | - | - | -- | -- | -- |
| 1       | Russia      | 8 | 6 | 2 | 0 | 25 | 4  | 20 |
| 2       | Grecia      | 8 | 6 | 2 | 0 | 23 | 6  | 20 |
| 3       | Islanda     | 8 | 3 | 0 | 5 | 11 | 17 | 9  |
| 4       | Ungheria    | 8 | 2 | 1 | 5 | 8  | 16 | 7  |
| 5       | Lussemburgo | 8 | 0 | 1 | 7 | 2  | 26 | 1  |

| - Grecia 3-0 Islanda - Ungheria 3-2 Islanda - Lussemburgo 0-0 Ungheria - Islanda 1-3 Grecia - Russia 5-0 Islanda - Russia 2-1 Lussemburgo - Grecia 2-1 Ungheria - Grecia 6-0 Lussemburgo - Ungheria 1-2 Grecia - Lussemburgo 0-6 Russia | - Russia 2-0 Ungheria - Lussemburgo 1-3 Islanda - Russia 1-1 Grecia - Islanda 0-1 Russia - Islanda 2-1 Ungheria - Ungheria 0-6 Russia - Islanda 3-0 Lussemburgo - Lussemburgo 0-4 Grecia - Ungheria 2-0 Lussemburgo - Grecia 2-2 Russia |

| Squadre | Squadre   | P  | V | N | P | F  | S  | Pt |
| ------- | --------- | -- | - | - | - | -- | -- | -- |
| 1       | Francia   | 10 | 8 | 1 | 1 | 20 | 6  | 25 |
| 2       | Svezia    | 10 | 4 | 4 | 2 | 21 | 8  | 16 |
| 3       | Finlandia | 10 | 4 | 2 | 4 | 10 | 13 | 14 |
| 4       | Bulgaria  | 10 | 4 | 2 | 4 | 9  | 13 | 14 |
| 5       | Israele   | 10 | 3 | 1 | 6 | 17 | 16 | 10 |
| 6       | Austria   | 10 | 1 | 2 | 7 | 8  | 29 | 5  |

| - Finlandia 0-0 Bulgaria - Finlandia 1-0 Svezia - Bulgaria 0-1 Francia - Svezia 6-0 Bulgaria - Francia 6-1 Austria - Austria 1-5 Israele - Israele 1-1 Svezia - Francia 1-2 Finlandia - Israele 1-2 Bulgaria - Israele 1-2 Francia - Austria 0-1 Francia - Austria 2-0 Bulgaria - Bulgaria 3-1 Finlandia - Francia 2-1 Svezia - Bulgaria 1-0 Israele | - Finlandia 2-0 Austria - Svezia 1-1 Austria - Svezia 4-1 Israele - Finlandia 1-0 Israele - Svezia 1-1 Francia - Austria 2-2 Finlandia - Finlandia 0-1 Francia - Bulgaria 0-0 Svezia - Bulgaria 3-0 Austria - Svezia 4-0 Finlandia - Francia 3-0 Israele - Israele 6-0 Austria - Israele 2-1 Finlandia - Austria 1-3 Svezia - Francia 2-0 Bulgaria |